# Hôpital universitaire des enfants Reine Fabiola
 (mai 2016).
L'Hôpital universitaire des enfants reine Fabiola (HUDERF ou HUDE) est un établissement hospitalier de Bruxelles qui fait partie depuis 2015 du Centre hospitalier universitaire de Bruxelles.
L'hôpital, membre du réseau des hôpitaux publics bruxellois IRIS, a été inauguré en 1986.

## École Robert Dubois
De plus, l’hôpital a la particularité d'avoir une école en son sein pour accueillir les enfants pendant leur séjour à l’hôpital.